# Münchberg
Münchberg is een gemeente in de Duitse deelstaat Beieren, gelegen in de Landkreis Hof. De stad telt 10.136 inwoners.

## Delen van de gemeente

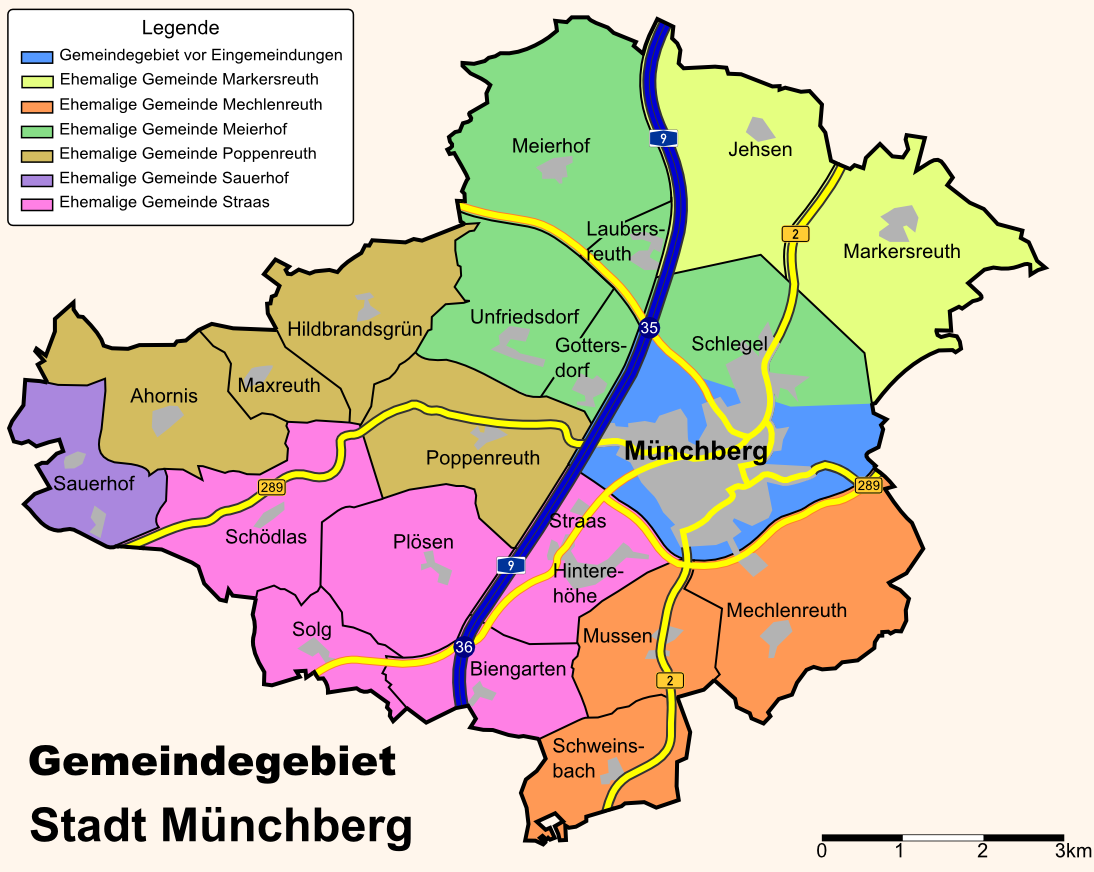
Stadsgebied Münchberg
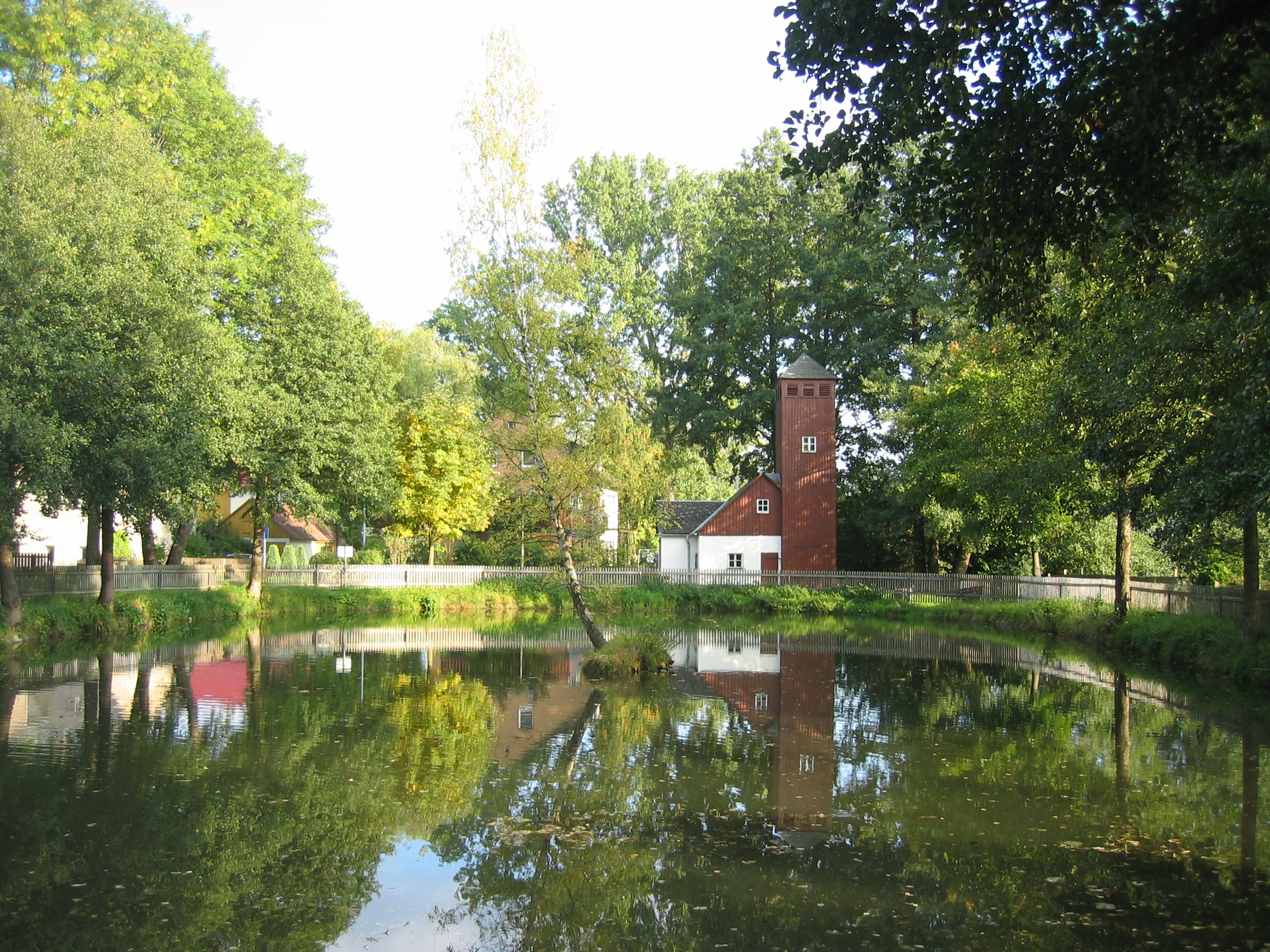
Schlegel: dorpsvijver, brandweergebouw

Mönchberg bestaat officieel uit 59 stadsdelen (Gemeindeteile):
- De hoofdplaats Münchberg
- Het parochiedorp Ahornis, ten westen van Münchberg
- De 23 dorpen Biengarten, Gottersdorf, Hildbrandsgrün, Jehsen, Kuppel, Laubersreuth, Markersreuth, Maxreuth, Mechlenreuth, Meierhof, Mittelsauerhof, Mussen, Obersauerhof, Plösen, Poppenreuth, Pulschnitzberg, Schlegel, Schödlas, Schweinsbach, Solg, Straas, Unfriedsdorf en Untersauerhof
- De 9 gehuchten Bug, Eiben (obere), Eiben bij Münchberg, Grund, Pulschnitz, Rabenreuth, Rothenmühle, Wüstensaal en Ziegelhütte
- De  25 Einöden[2]  Ahornismühle, Dietelmühle, Eiben (untere), Einzel (untere), Einzel am Wald, Einzeln bij Ahornis, Hammermühle, Horlachen (hintere), Horlachen (vordere), Löhlein, Lohziegelhütte, Maulschelle, Nebers, Neuhaus, Neutheilung, Plösenmühle, Ruppes, Rußhütte, Schneidersgrün, Schwarzholzwinkel, Unterer Birnstengel, Wäldlein, Walzbach, Wiesenthal en Ziegenrück.

Veel van de dorpjes in de streek liggen rondom een dorpsvijver. Vaak is de vrijwillige brandweer één van de belangrijkste steunpilaren van het verenigingsleven in zo'n dorp.

## Geografie en infrastructuur

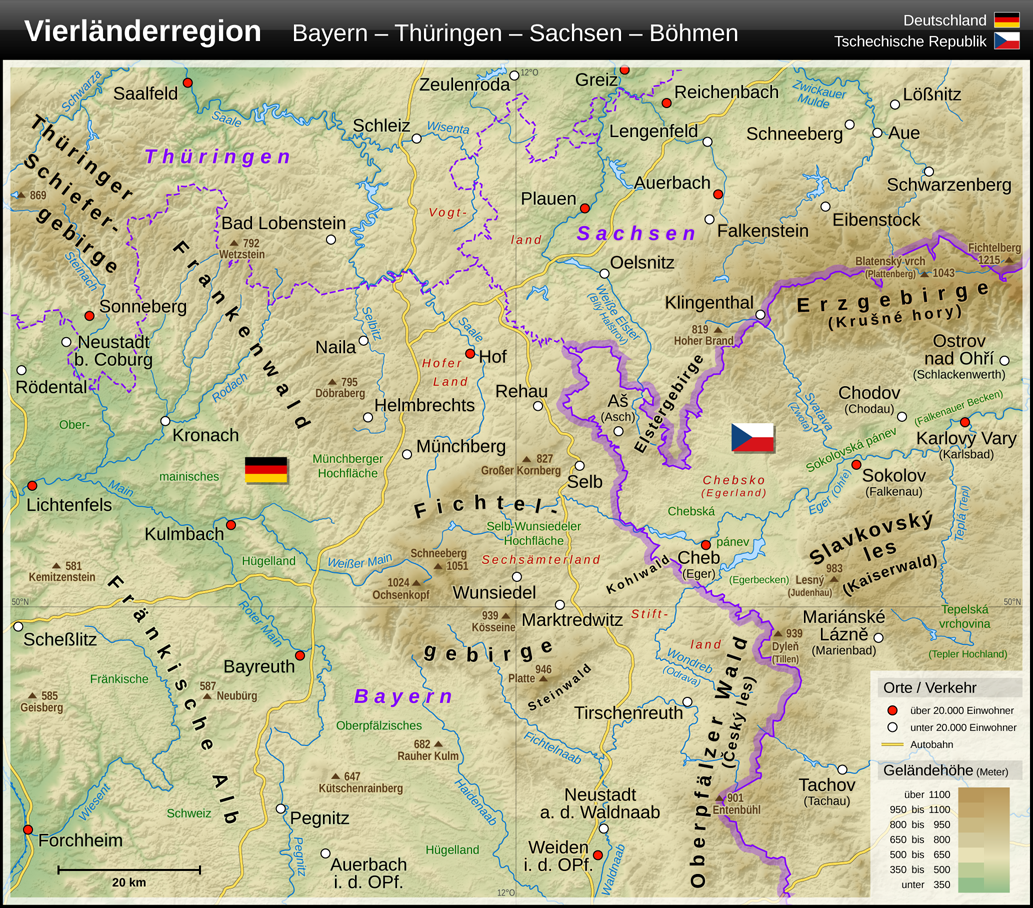
Heuvel- en bergruggen in de omgeving van Münchberg

Münchberg heeft een oppervlakte van 68,78 km² en ligt in het noordoosten van Beieren. Het ligt op een kleine, 600-720 m hoge hoogvlakte tussen het Vogtland (NO), het Fichtelgebergte (ZO) en het Frankenwald (NW).  In de bodem komt veel metamorf gesteente, vooral gneis voor, waarvan de ouderdom op 390 tot 375 miljoen jaar, dus uit de geologische periode Devoon, wordt geschat. De grond hier bovenop is enigszins zuur en voedselarm, en dus weinig geschikt voor de landbouw.
Grotere steden in de omgeving van Münchberg zijn Bayreuth en Hof, respectievelijk op 32 km in zuidwestelijke richting en 21 km in noordoostelijke richting.

### Buurgemeentes
- In het noordwesten: Helmbrechts
- In het noorden: Konradsreuth, en verderop Schwarzenbach an der Saale
- In het oosten:Weißdorf
- In het zuidoosten: Sparneck
- In het zuiden: Zell, en verderop Gefrees
- In het zuidwesten: Stammbach
- In het westen: Marktleugast,  in de Landkreis Kulmbach.

### Infrastructuur

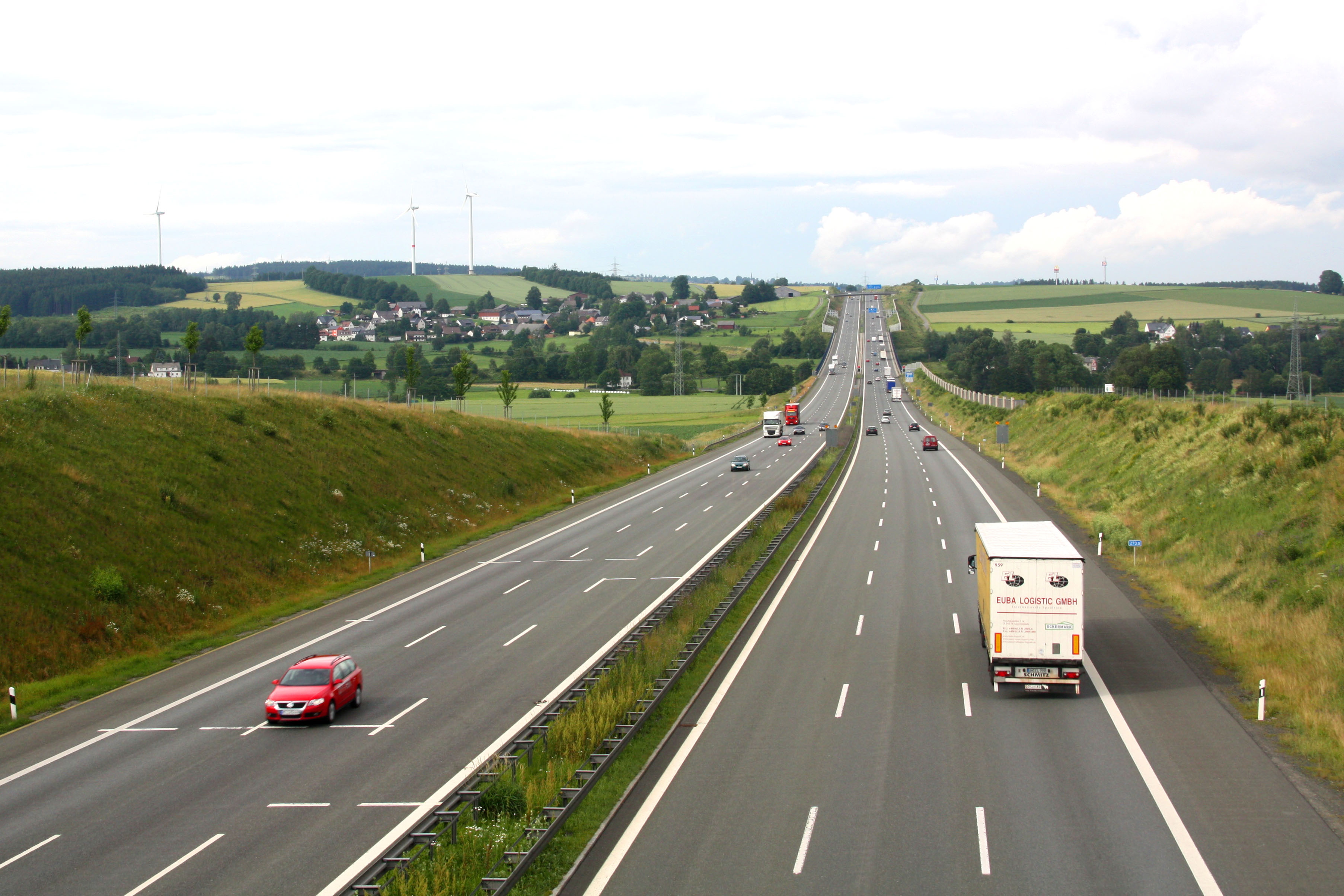
Landschap bij  Münchberg langs de A9
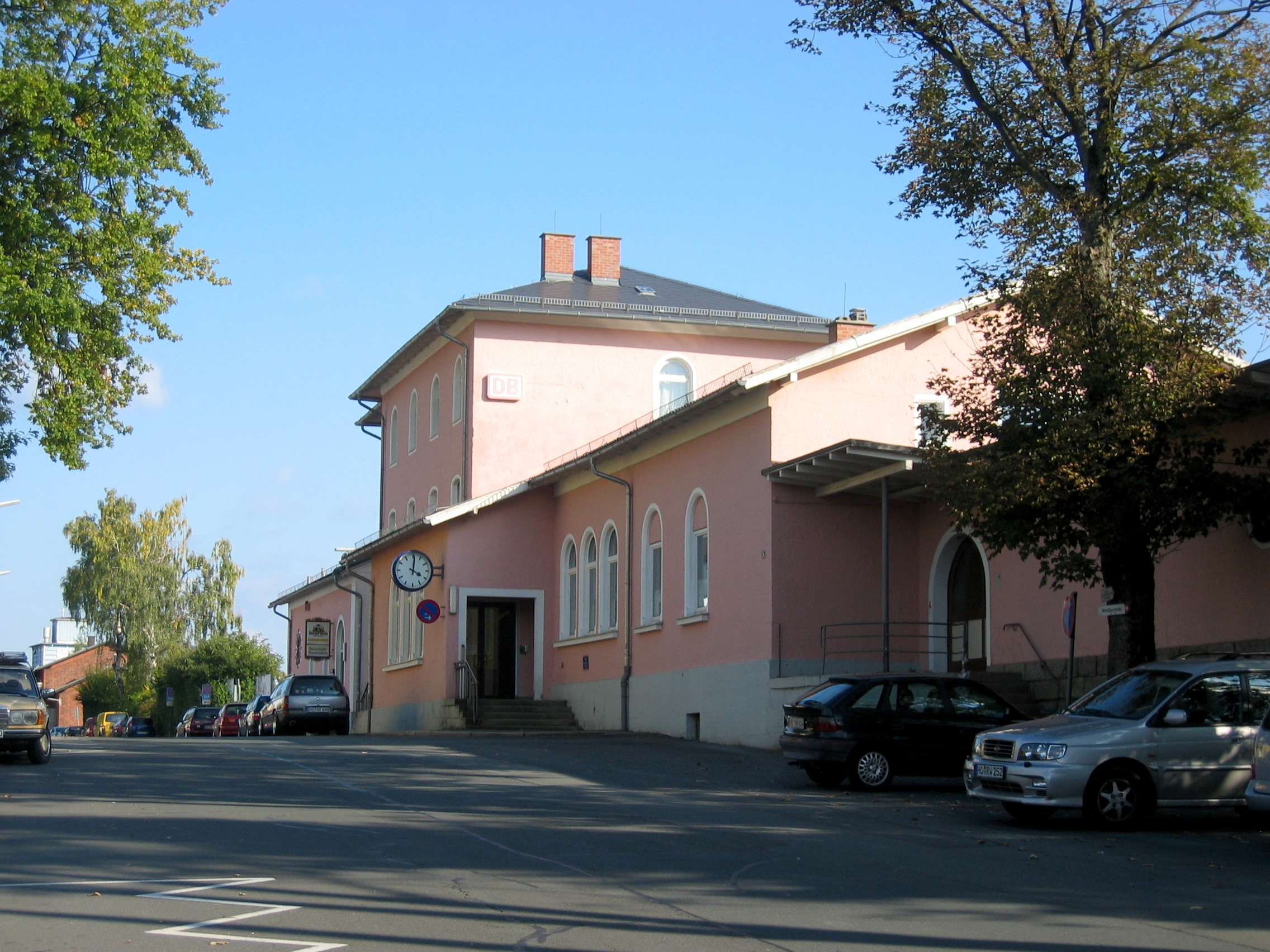
Station

Belangrijke verkeerswegen, die door de gemeente lopen, zijn:
- de Autobahn A9, in noord-zuid-richting: afrit 35 ligt vlak bij het stadje; afrit 36 ligt in de zuidelijke periferie van de gemeente.
- de Bundesstraße 2, in noord-zuid-richting
- de Bundesstraße 289, in west-oost-richting.

Aan de Spoorlijn Bamberg - Hof heeft  Münchberg een (sinds 1848 bestaand) station, dat 24 km van eindstation Hof Hbf verwijderd ligt. In 2021 is een ingrijpende renovatie van dit station begonnen, die in 2025 of 2026 voltooid moet zijn.
Münchberg bezit een zgn. bel-taxi, een op een belbus lijkend plaatselijk openbaar-vervoersysteem, vooral voor bestemmingen in het stadje zelf. Münchberg wordt door een groot aantal streekbuslijnen aangedaan. Deze zijn echter vooral op scholieren- en forensenvervoer tijdens de spitsuren gericht, en rijden bijvoorbeeld 's avonds na 19.30,  in de schoolvakanties en de weekends vrijwel niet.

## Economie en hoger onderwijs
Na de teloorgang van de textielindustrie tussen 1970 en 1990 zijn de bedrijventerreinen vooral in gebruik gekomen bij transport- en logistiekbedrijven, (groot-)handelsondernemingen in kleding en textiel, distributiecentra en ondernemingen van lokaal en regionaal midden- en kleinbedrijf. Het grootste industrieterrein ligt bij afrit 35 van de A9, aan de noordwestkant van Münchberg. In het beleid van ontwikkeling van handel, industrie en nijverheid werkt Münchberg samen met buurgemeente Helmbrechts. In de gemeente wordt relatief veel windenergie in windturbines opgewekt. De stad heeft een ziekenhuis met 230 bedden.
De faculteit Textiel en Design van de technische universiteit van Hof is in  Münchberg gevestigd. Zij is voortgekomen uit de reeds in 1854 opgerichte weverijvakschool.

## Geschiedenis
Het gebied, waar Münchberg ligt, is tamelijk onherbergzaam en onvruchtbaar; de eerste mensen vestigden zich er vermoedelijk pas rond het jaar 1000. Tussen 1220 en 1240 geraakte het gebied in het bezit van het adellijke geslacht Von Sparnberg. Deze heren stichtten het dorp Münchberg, verleenden het marktrecht, en in of vóór 1298 ook stadsrecht. In 1373 verkochten de Von Sparnbergs het gebied aan Frederik V van Neurenberg, na wiens dood het aan het Vorstendom Bayreuth verviel.
Tussen 1529 en 1565 werd de Reformatie doorgevoerd. Sedertdien zijn de meeste christenen in Münchberg evangelisch-luthers.
In 1791 werd het gebied, waar ook Münchberg toe behoorde, aan het Koninkrijk Pruisen verkocht. Blijkens een Pruisische inventarisatie uit 1793 had Münchberg in dat jaar 1.803 inwoners. Na de Napoleontische Tijd kwam het in 1810 in het Koninkrijk Beieren te liggen. In de 19e eeuw leefden veel inwoners van Münchberg van de textielnijverheid; in het stadje werd in 1854 een regionale vakschool voor textielarbeiders gevestigd.
Grote stadsbranden teisterden Münchberg in 1534, 1617, 1631, 1701 en 1837.
Op 15 april 1945 eindigde voor Münchberg de nazi-periode en de Tweede Wereldoorlog. Amerikaanse troepen veroverden na een artilleriebeschieting de stad. In de jaren daarna steeg het aantal inwoners van de stad door de immigratie van Heimatvertriebene, o.a. Sudetenduitsers, en andere vluchtelingen, van circa 7.400 tot 11.400.
Op 19 oktober 1990 gebeurde op de Autobahn A 9 in het dalletje van Münchberg één van de ernstigste verkeersongelukken in de Duitse geschiedenis. Tijdens de ochtendspits reden in de dichte mist, die zich in dit dalletje vaak pleegt te vormen,  170 voertuigen, waaronder zes bussen en acht vrachtauto's, op elkaar in. Er vielen 10 doden en 123 gewonden,  van wie 34 ernstig. Ter plaatse werd in 2000 een Talbrücke, een viaduct, gebouwd.

## Bezienswaardigheden, markante gebouwen
Münchberg is een van de vele plaatsen in deze streek, die na een 19e-eeuwse stadsbrand geheel opnieuw zijn opgebouwd. Het stadsbeeld is nog duidelijk door de architectuur van het midden van de 19e eeuw gekenmerkt. Echt grote bezienswaardigheden bezit de stad niet. Jaarlijks terugkerende evenementen in Münchberg zijn ook van slechts regionaal belang. De gemeente biedt op haar website wel mogelijkheden aan voor wandel- en fietstochten.

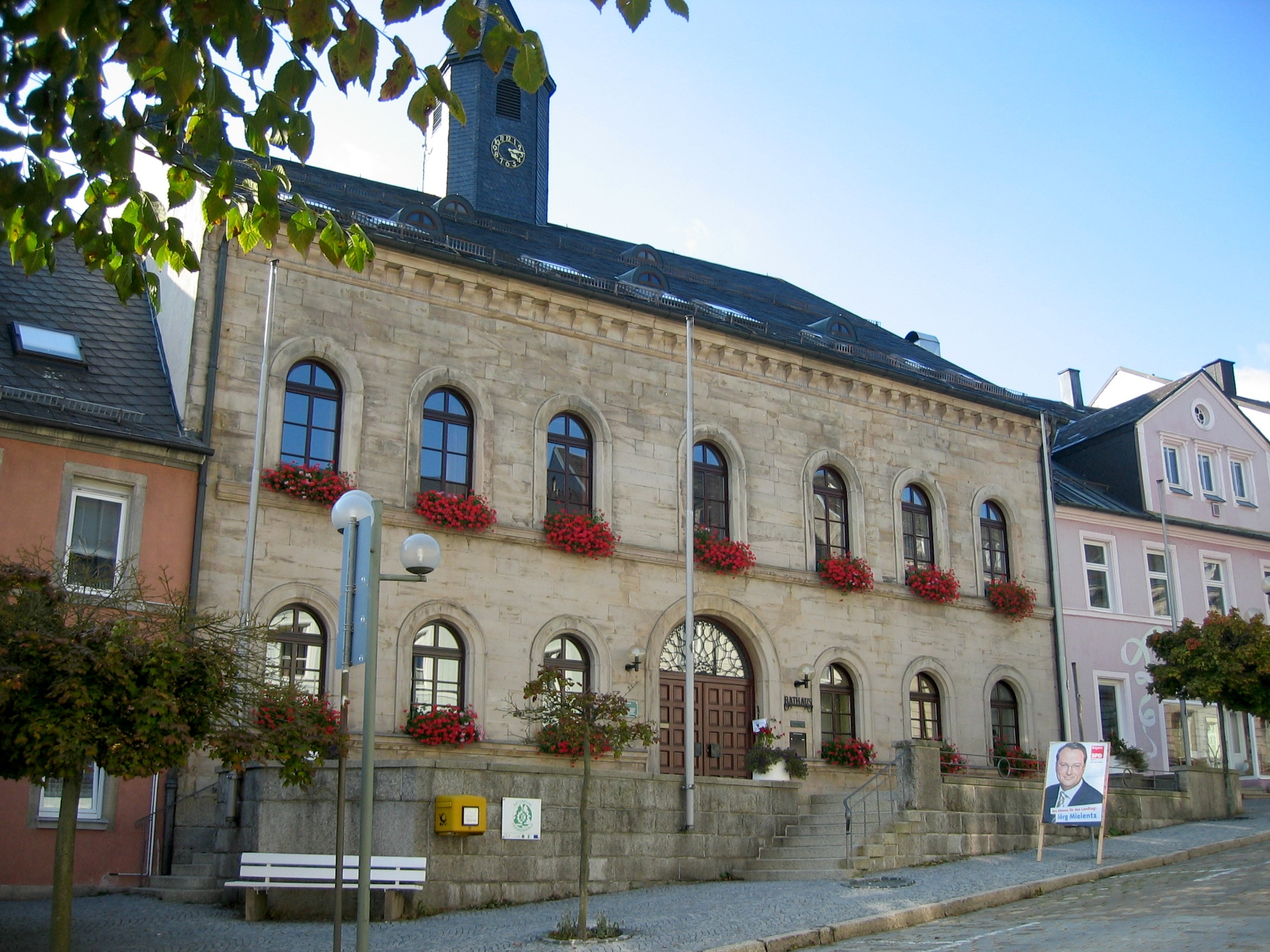
Stadhuis (1840)
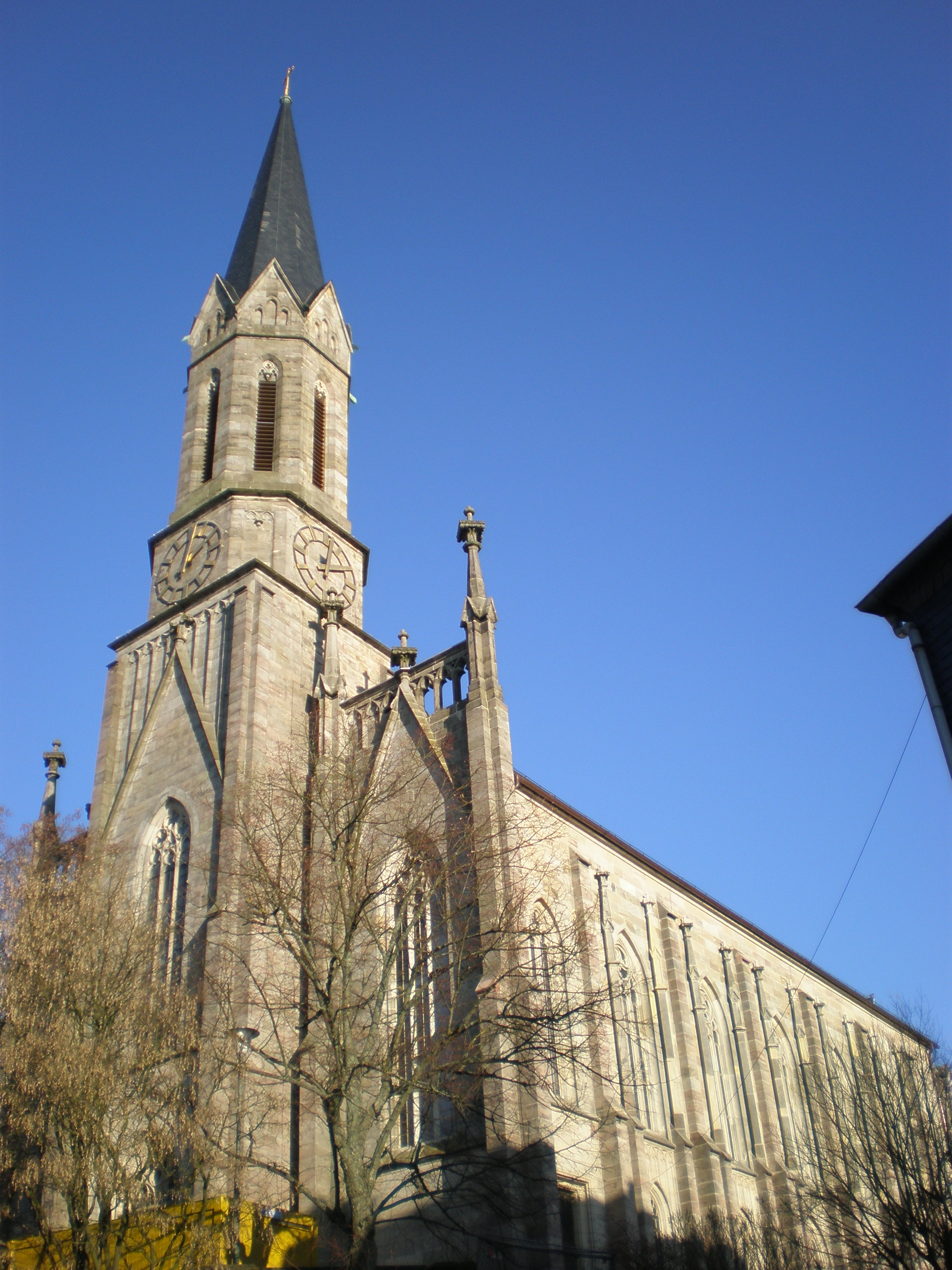
De evangelisch-lutherse stadskerk te Münchberg (1867-1872)
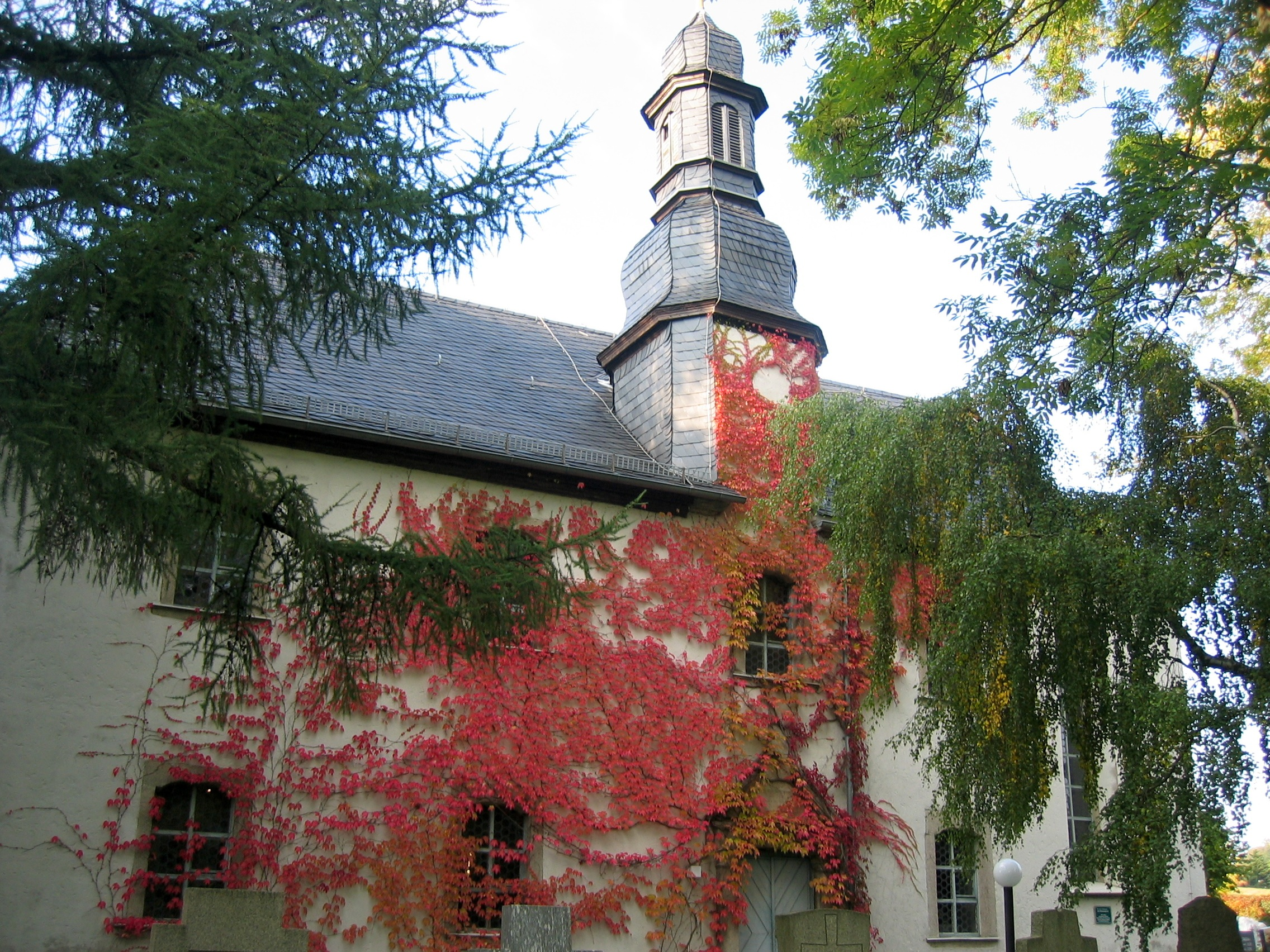
De Friedhofskirche (1745)
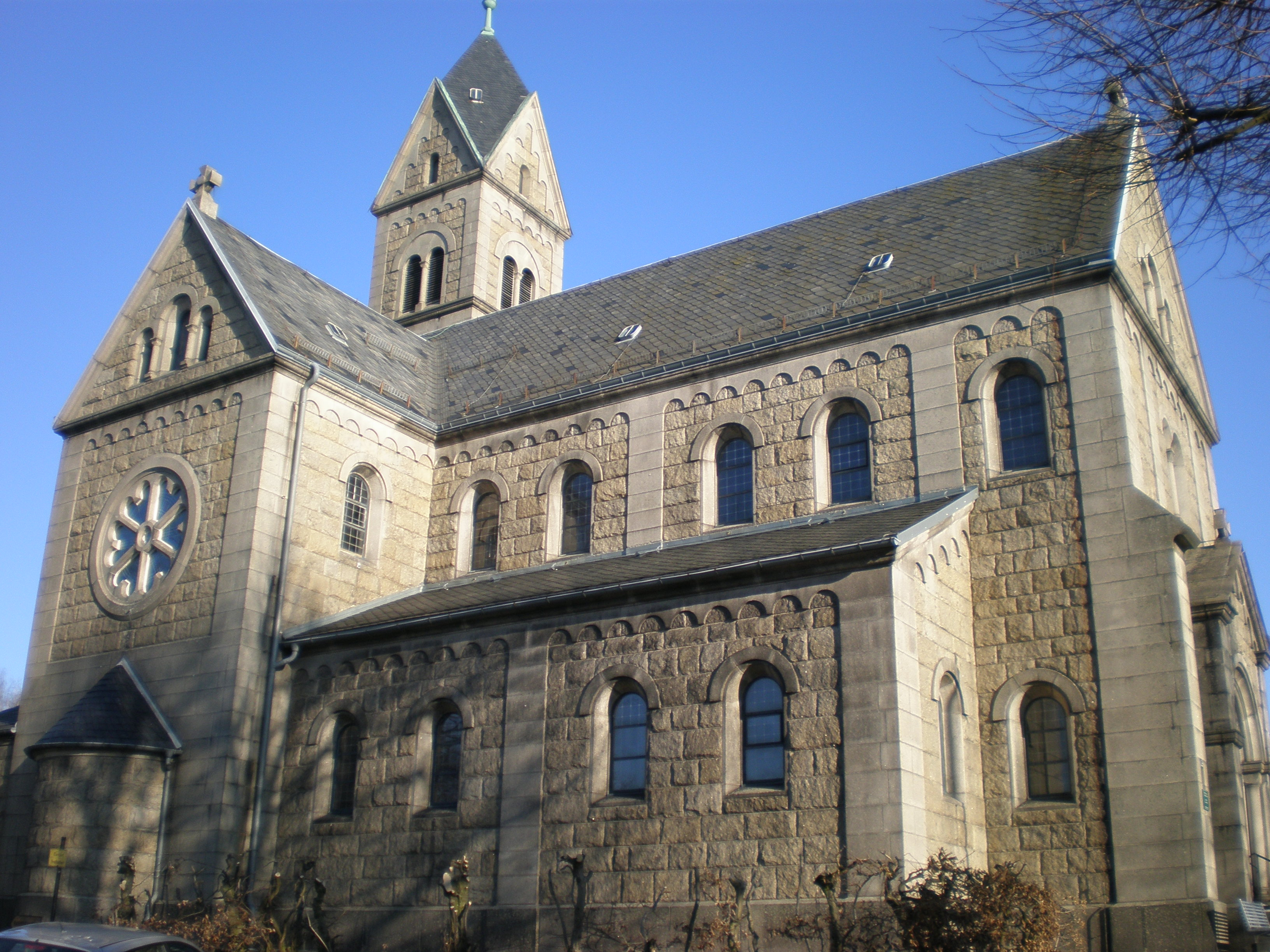
R.K. kerk H. Familie (1906)
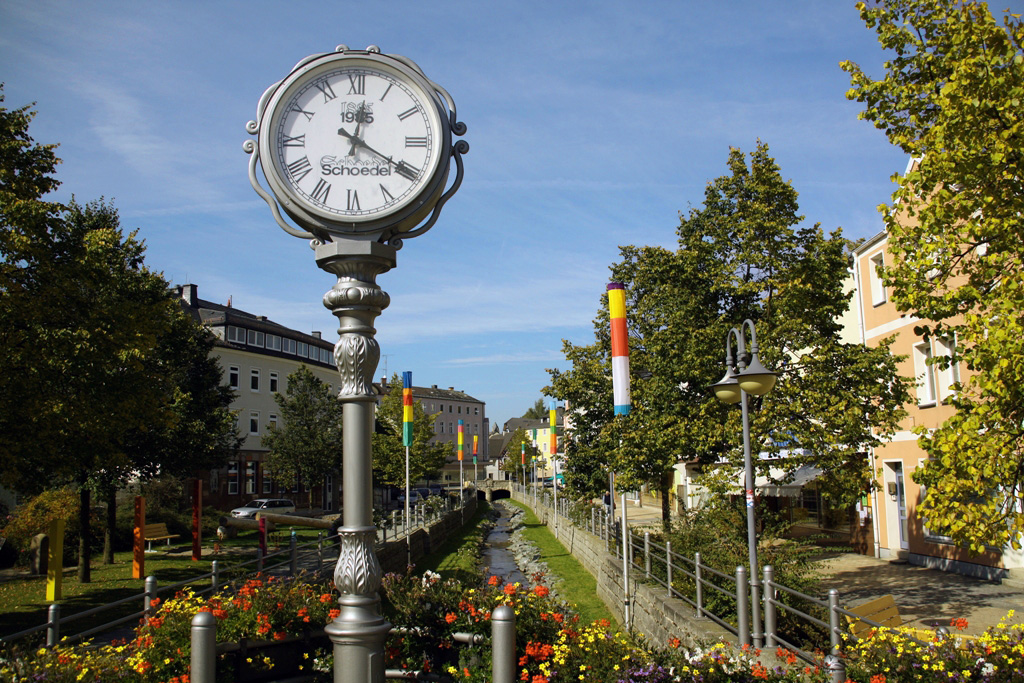
De Lindenstraße in de binnenstad, aan de beek Pulschnitz

## Partnergemeentes
Sinds eind 2004 bestaat een jumelage met Jefferson City (Missouri) in de Verenigde Staten. Een stadswijk in deze stad, in de 19e of vroege 20e eeuw gesticht door emigranten uit Münchberg, draagt de naam Old Munichburg.

## Geboren in Münchberg
- Patricia Janečková (1998-2023), Slowaaks sopraan

## Overleden in Münchberg
- August Horch (1868-1951), Duitse ingenieur, oprichter van de automerken Horch en Audi